# Gleb Semënovič Šišmarëv
Gleb Semënovič Šišmarëv, in russo Глеб Семёнович Шишмарёв? (1781 – San Pietroburgo, 3 novembre 1835), è stato un navigatore ed esploratore russo.
Era retroammiraglio nella Marina imperiale.

## Biografia
Nato nel 1781, discendeva dalla nobiltà di Ržev. Lo zio, maggior generale Dmitrij Semënovič Šišmarëv, comandava il porto della città di Turku. Gleb, licenziato dal Corpo navale dei cadetti (Морской кадетский корпус) come guardiamarina nel 1801, fino al 1809 servì su varie navi nel mar Baltico. 
Nel 1815, Šišmarëv era sul brigantino Rjurik, sotto il comando del tenente Otto von Kotzebue, per la circumnavigazione della costa nord-occidentale dell'America al fine di trovare il passaggio attraverso lo stretto di Bering nell'oceano Atlantico. La spedizione proseguì lungo la costa occidentale del Nord America fino alla baia di San Francisco, virò verso le isole Hawaii e continuò gli studi delle isole del Pacifico.
Nel 1820 Šišmarëv ritornò in Alaska con la spedizione capitanata da Michail Nikolaevič Vasil'ev sugli sloop-of-war Blagonamerennyj e Otkrietie. Lo scopo di questo viaggio era raggiungere capo Serdce-Kamen' sulla penisola dei Ciukci e da lì far ritorno alla Kamčatka. Šišmarëv raggiunse la latitudine nord 70° 13' con la Blagonamerennyj, mentre Vasil'ev sulla Otkrytie i 71° 06' prima di trovare il ghiaccio. Durante il viaggio verso nord furono osservate le coste dell'isola di San Lorenzo. Nel mare dei Ciukci esplorarono la costa dell'Alaska dal Kotzebue Sound a capo Icy e successivamente dal Norton Sound a capo Newenham.
Nel 1822 Šišmarëv venne promosso capitano di 2° rango. Il 13 febbraio del 1823 fu insignito dell'Ordine di San Giorgio di IV classe. Nel 1827 era al comando della Imperatrica Aleksandra come capitano di 1° rango, nel 1829 raggiunse il grado di retroammiraglio.

## Luoghi che portano il suo nome
- Baia Šišmarëva (бухта Шишмарёва; in inglese Shishmaref Inlet), una laguna costiera sul lato nord-occidentale della penisola di Seward in Alaska, che si affaccia sul mare dei Ciukci, 66°10′49″N 165°54′55″W, così denominata da von Kotzebue.
- Shishmaref, cittadina sull'isola di Saryčev che chiude a nord-ovest l'ingresso all'insenatura di Shishmaref.
- Isola di Šišmarëv (остров Шишмарёва), sulla costa sud-orientale di Severnyj nella Novaja Zemlja, all'entrata del golfo Medvežij 73°54′08.28″N 57°58′09.7″E.
- Picco Šišmarëv, in Antartide.